# Museu Betlem i Casetes de nines
El Museu Betlem i Casetes de nines, conegut com a museu d'Antonio Marco, se situa al municipi del Castell de Guadalest (Marina Baixa, País Valencià). És un museu de maquetes de cases i esglésies construïdes amb elements naturals. En la col·lecció destaca una ciutat-betlem gegant ambientada a principis d'aquest segle, la qual va ser construïda amb pedra, teula, rajola, fusta, ferro, plantes naturals i bonsais.